# Natación en los Juegos Olímpicos de Pekín 2008 – 100 metros braza masculino
El evento de 100 metros braza masculino en los Juegos Olímpicos de Pekín 2008 tuvo lugar del 9 al 11 de agosto en el Centro Acuático Nacional de Pekín.

## Récords
Antes de esta competición, el récord mundial y olímpico existentes eran los siguientes:
| Récord mundial  | Brendan Hansen | 59,13   | Irvine, Estados Unidos | 01/08/2006 |
| Récord olímpico | Brendan Hansen | 1:00,01 | Atenas, Grecia         | 14/08/2004 |

Los siguientes récords olímpicos fueron establecidos durante esta competición:
| Fecha      | Evento      | Nombre             | País    | Tiempo | Récord |
| ---------- | ----------- | ------------------ | ------- | ------ | ------ |
| 09/08/2008 | Serie 7     | Alexander Dale Oen | Noruega | 59,41  | RO     |
| 10/08/2008 | Semifinal 2 | Alexander Dale Oen | Noruega | 59,16  | RO     |
| 11/08/2008 | Final       | Kōsuke Kitajima    | Japón   | 58,91  | RM, RO |

## Resultados

### Semifinales

#### Semifinal 1
| Pos. | Calle | Nombre             | País           | Tiempo  | Notas |
| ---- | ----- | ------------------ | -------------- | ------- | ----- |
| 1    | 4     | Kōsuke Kitajima    | Japón          | 59,55   | Q     |
| 2    | 5     | Brenton Rickard    | Australia      | 59,65   | Q, OC |
| 3    | 8     | Mark Gangloff      | Estados Unidos | 1:00,44 | Q     |
| 4    | 6     | Igor Borysik       | Ucrania        | 1:00,55 | Q     |
| 5    | 7     | Oleg Lisogor       | Ucrania        | 1:00,56 |       |
| 6    | 1     | Mihail Alexandrov  | Bulgaria       | 1:00,61 | RN    |
| 7    | 3     | Giedrius Titenis   | Lituania       | 1:00,66 |       |
| 8    | 2     | Christian Sprenger | Australia      | 1:00,76 |       |

#### Semifinal 2
| Pos. | Calle | Nombre                | País           | Tiempo  | Notas |
| ---- | ----- | --------------------- | -------------- | ------- | ----- |
| 1    | 4     | Alexander Dale Oen    | Noruega        | 59,16   | Q, RO |
| 2    | 5     | Hugues Duboscq        | Francia        | 59,83   | Q     |
| 3    | 7     | Brendan Hansen        | Estados Unidos | 59,94   | Q     |
| 4    | 6     | Roman Sloudnov        | Rusia          | 1:00,10 | Q     |
| 5    | 3     | Cameron van der Burgh | Sudáfrica      | 1:00,57 |       |
| 6    | 1     | Yūta Suenaga          | Japón          | 1:00,67 |       |
| 7    | 8     | Chris Cook            | Reino Unido    | 1:00,81 |       |
| 8    | 2     | Damir Dugonjič        | Eslovenia      | 1:00,92 |       |

### Final
| Pos.              | Calle | Nombre             | País           | Tiempo  | Notas  |
| ----------------- | ----- | ------------------ | -------------- | ------- | ------ |
| Medalla de oro    | 5     | Kōsuke Kitajima    | Japón          | 58,91   | RM, RO |
| Medalla de plata  | 4     | Alexander Dale Oen | Noruega        | 59,20   |        |
| Medalla de bronce | 6     | Hugues Duboscq     | Francia        | 59,37   |        |
| 4                 | 2     | Brendan Hansen     | Estados Unidos | 59,57   |        |
| 5                 | 3     | Brenton Rickard    | Australia      | 59,74   |        |
| 6                 | 7     | Roman Sloudnov     | Rusia          | 59,87   | RN     |
| 7                 | 8     | Igor Borysik       | Ucrania        | 1:00,20 |        |
| 8                 | 1     | Mark Gangloff      | Estados Unidos | 1:00,24 |        |